# Margareta Pruncu
Margareta Pruncu, coniugata Simon (Sfântu Gheorghe, 1º settembre 1942), è un'ex cestista rumena.

## Carriera
Con la Romania ha disputato tre edizioni dei Campionati europei (1966, 1968, 1970).